# لوگ (بایینا باشتا)
لوگ (به صربی: Lug) یک منطقهٔ مسکونی در صربستان است که در بایینا باشتا واقع شده‌است. لوگ ۳٫۷۰ کیلومتر مربع مساحت و ۲٬۷۸۹ نفر جمعیت دارد.